# District de Thoothukudi
Le district de Thoothukudi est un district de l'état du Tamil Nadu, dans le sud de l'Inde.

## Géographie
Sa capitale est Thoothukudi.
La superficie du district est de 4745 km². Au recensement de 2011, il comptait 1 750 176 habitants.